# Scholtz Béla István
Scholtz Béla István (Szatmárnémeti, 1967. augusztus 19. –) erdélyi magyar közgazdász, gazdasági szakíró.

## Életútja, munkássága
A középiskolát Szatmárnémetiben végezte (1985), érettségi után a BBTE Közgazdasági Karán közgazdász diplomát szerzett (1991). A mezőgazdasági tudományok doktora (Kolozsvár, 2000). Nem közvetlenül érettségi után került be az egyetemre, középiskolai tanulmányainak elvégzése után a kereskedelemben dolgozott (1986–91); mint diplomás közgazdász előbb Szatmár megye prefektúráján tanácsos (1991–2002), azóta a Megyei Mezőgazdasági Szaktanácsadó Központ igazgatója.
Szakmai tárgyú cikkeket román nyelven közöl 1999-től a Tribuna Economică, Economie şi Administraţie Locală, Agroterra, Economistul és Agricultorul Român hasábjain. A Szatmárnémetiben megjelenő Curierul Agricol (háromnyelvű mezőgazdasági szakfolyóirat) szerkesztője (2002-től), a Rodul Pământului című lap szerkesztőbizottsági tagja (2003–2005 között). Nemzetközi konferenciákon bemutatott tanulmányai többnyire általa szerkesztett gyűjteményes kötetekben jelentek meg: Management şi tehnologii noi în exploataţii pomicole (Kolozsvár, 2006); Noţiuni de tehnologie în *cultura plantelor de câmp (Kolozsvár, 2006); Contabilitate, management şi marketing (Kolozsvár, 2006); Tehnologii de creştere a animalelor, păsărilor, albinelor şi noţiuni de investiţii, management, marketing şi elemente de contabilitate (Kolozsvár, 2007).

## Kötetei
- Evaluarea resurselor de muncă din agricultura judeţului Satu Mare şi modalităţi de utilizare a acestora (Kolozsvár, 2001);
- Investiţii. Eficienţa economică a investiţiilor (Kolozsvár, 2007);
- Economia firmei (Kolozsvár, 2008).

## Díjak, elismerések
- Ezüstfenyő-díj (2006);
- Mezőgazdasági érdemrend (Agrártudományi Akademia, Bukarest 2008).